# OKS COMIX 百合シリーズ
『OKS COMIX 百合シリーズ』（オークス コミックス ゆりシリーズ、通称:オークス百合シリーズ）は、オークスから発行されている18禁百合専門アンソロジー。『色百合（アンソロジー）』シリーズから、『彩百合(アンソロジー)』、『L Ladies & Girls Love』『Lガールズ』とリニューアルされてきた。また、全年齢向けに『百合☆恋』というアンソロジーがあったがこちらは現在休刊している。

## 単行本
- 『明日また君の家へ』※全年齢（くろば・U）
- 『れんあいごっこ』（くろば・U）
- 『ゆり☆コメ』※全年齢（松葉）
- 『女の子同士のエッチって、色々凄すぎるんだが』（松葉）
- 『スクール☆ガールズ　ラブセレクション』（みら）
- 『ブルージェンダー　歪んだ愛欲の日々』『ブルージェンダー2　歪んだ愛の行く末』（江戸屋ぽち）
- 『ハッピーエンド』※全年齢（スケコロ）
- 『GH 〜Girls Love H〜』（ウルツ）
- 『レストレス・キス』（Aoko)
- 『色めき×ガールズ』（ちゃ〜り〜）
- 『とろとろの恋』（牛乳リンダ）
- 『濡恋』（さき千鈴）
- 『秘めごと記念日♥ 』（御影石材）
- 『ガールズ in ヘブン』（すどおかおる）
- 『私のシュミってヘンですか？』（狛句）
- 『カノジョと私の秘蜜の恋 She falls in love with her』（嵩乃朔）
- 『Kadan』（漫画：うめ丸/原案：櫻井ミナミ）
- 『猥らにアイして』（タカハギケモノ）
- 『月に濡れる』（みなもと小定）
- 『ラブチューどく』（あさみつ史）
- 『美波先生の正しい性教育授業 』（牛乳リンダ）

## 色百合シリーズ
2011年9月24日に成年向け百合アンソロジーとして、色百合シリーズ第一弾となる『紅百合』を刊行。色百合シリーズは表紙を全て剛田ナギが担当。掲載作は読み切りがほとんどだが1話完結の連作が掲載されたこともある。第5弾の『黄百合』までは毎回刊行される毎にお題の指定があり、そのジャンルに沿った作品が掲載されていた。誌名は統一せず、季刊であった。この頃からあるコンセプトの男女物、ふたなり、道具（※紐や筆など性器を模した物で無ければOKの場合もアリ）禁止は後の彩百合、Lシリーズも通して一貫している。『黄百合』で休刊し、『彩百合』に引き継がれる。
紅百合 Girls Love H (2011年9月24日発売）
ジャンル：フリー
参加作家：りーるー、楽時たらひ、みら、サハリ、清宮涼、和泉凛、内井弥･葵、夢ノ紫也、うさもたひろぽん
白百合 Girls Love Paradise (2011年12月10日発売)
ジャンル：年の差百合
参加作家：Aoko、北尾タキ、りーるー、みとうかな、みら、ウルツ、清宮涼、和泉凛、内井弥･葵、うさもたひろぽん
桃百合―forbidden sisters (2012年3月10日発売)
ジャンル:姉妹百合
参加作家：くろば・U、Aoko、北尾タキ、ウルツ、漫画：うめ丸/原案：櫻井ミナミ、みら、わたのはら、オリコ、りーるー
備考：くろば・Uの連作シリーズスタート。
青百合 Story Of Club Activities (2012年6月11日発売)
ジャンル：部活百合
参加作家：りーるー、みら、かんづめ、Aoko、北尾タキ、うめ丸/櫻井ミナミ、みとうかな、ウルツ、くろば・U
黄百合 Falling In Love With A Classmate (2012年9月10日発売)
ジャンル：同い年百合
参加作家:いづみやおとは、うめ丸/櫻井ミナミ、如月みゆ、三国ハヂメ、みら、御影石材、Aoko、りーるー、吉野あや、くろば・U

## 彩百合
2012年11月9日にリニューアル。誌名を『彩百合』に、お題もフリーに統一された。リニューアル後から隔月刊行になり、また今まで読み切り中心だった掲載作品も、連載が積極的に開始されるようになった。表紙は全て桃月すずが担当。作品の単行本も出始める。『彩百合VOL.11』で休刊。『L Ladies & Girls Love』に引き継がれる。
彩百合VOL.1(2012年11月9日発売)
参加作家：うめ丸/櫻井ミナミ、Aoko、剛田ナギ、くろば・U、みら、御影石材、りーるー、ウルツ、松葉
備考：連載「Vitual(くろば・U)」「わたしの〜お姉ちゃん（みら）」「小津委員長の不埒な日常（りーるー)」連作「花談シリーズ（うめ丸/櫻井ミナミ）」スタート。
彩百合VOL.2(2013年1月10日発売)
参加作家：江戸屋ぽち、御影石材、いづみやとは、松葉、Aoko、剛田ナギ、みら、りーるー、くろば・U
備考：連載「ブルージェンダー（江戸屋ぽち）」スタート。
彩百合VOL.3(2013年3月10日発売)
参加作家：嵩乃朔、江戸屋ぽち、Aoko、あしもとよいか、みら、御影石材、りーるー、くろば・U
備考：連載「スイートギャップ（Aoko)」、嵩乃朔の連作シリーズがスタート。
彩百合VOL.4(2013年5月10日発売)
参加作家：うめ丸、Aoko、江戸屋ぽち、ウルツ、嵩乃朔、御影石材、吉野あや、くろば・U、夢ノ紫也
備考：OKS全年齢百合アンソロ「百合☆恋」から「わたしはあの子に恋してる（夢ノ紫也）」の出張番外編4コマを掲載。
彩百合VOL.5(2013年7月10日発売)
参加作家：牛乳リンダ、やまぐちセリカ、Aoko、江戸屋ぽち、うめ丸、みら、ウルツ、和泉凛、松葉
備考：連載「どろどろの恋（牛乳リンダ）」「I agree...(松葉）」「花談-ヘリクリサム-（うめ丸）」がスタート。
彩百合VOL.6(2013年9月10日発売)
参加作家：嵩乃朔、ちゃ〜り〜、Aoko、牛乳リンダ、江戸屋ぽち、うめ丸、松葉、みら、うめ丸/櫻井ミナミ
備考：ちゃ〜り〜のダンス部の連載スタート。
彩百合VOL.7(2013年11月9日発売)
参加作家：うめ丸、江戸屋ぽち、ちゃ〜り〜、isya、牛乳リンダ、御影石材、松葉、くろば・U
彩百合VOL.8(2014年1月10日発売)
参加作家：さき千鈴、Aoko、ちゃ〜り〜、くろば・U、牛乳リンダ、うめ丸/櫻井ミナミ
連載「虹色センシビリティー（さき千鈴）」がスタート。
彩百合VOL.9(2014年3月10日発売)
参加作家：いづみやおとは、Mytyl、Aoko、うめ丸/櫻井ミナミ、くろば・U、牛乳リンダ、松葉
彩百合VOL.10(2014年5月10日発売)
参加作家：すどおかおる、Aoko、さき千鈴、ちゃ〜り〜、くろば・U、牛乳リンダ、ウルツ、松葉
彩百合VOL.11(2014年7月10日発売)
参加作家：くろば・U、江戸屋ぽち、すどおかおる、牛乳リンダ、松葉、さき千鈴、ちゃ〜り〜、たかはぎけもの
備考：本の紙質が若干変わり、めくり易い紙に変更された。

## L Ladies & Girls Love
2014年9月10日、再びリニューアルしたことにより誌名を『彩百合』から『L Ladies & Girls Love（通称：L）』に変更。表紙担当が固定ではなくなり、連載作品は引継ぎつつ読み切りの量を増やし、ジャンルも現代物や恋愛物以外の作品も扱い作風の幅を広げる。『L Ladies & Girls Love11』にて休刊。『Ｌガールズ』に引き継がれる。
L Ladies & Girls Love 01(2014年9月10日発売)
表紙担当：桃月すず
参加作家：嵩乃朔、御影石材、くろば・U、江戸屋ぽち、すどおかおる、牛乳リンダ、さき千鈴、ちゃ〜り〜
備考:「パブロフの犬と水泳少女と夏のおわり（すどおかおる）」は「みるくぷりん2011年7月号」からの再掲作品。
L Ladies & Girls Love 02(2014年11月10日発売)
表紙担当：108号
参加作家：すどおかおる、Aoko、御影石材、さき千鈴、江戸屋ぽち、ちゃ〜り〜、牛乳リンダ、くろば・U
L Ladies & Girls Love 03(2015年1月10日発売)
表紙担当:うめ丸
イラストギャラリー:松葉
参加作家：狛句、Mytyl、すどおかおる、御影石材、Aoko、さき千鈴、牛乳リンダ、ちゃ〜り〜
備考：連載「肉食女子と神隠し（すどおかおる）」スタート。オークス百合シリーズ初の「イラストギャラリー」（画：松葉）がある。
L Ladies & Girls Love 04(2015年3月10日発売)
表紙担当：たけび
参加作家：嵩乃朔、Mytyl、狛句、さき千鈴、御影石材、江戸屋ぽち、すどおかおる、Aoko
備考：連載「私のシュミってヘンですか？（狛句）」スタート。
L Ladies & Girls Love 05(2015年5月9日発売)
表紙担当：Mytyl
参加作家：のぶきちひろ、みなもと小定、御影石材、狛句、江戸屋ぽち、すどおかおる、Aoko、松葉
L Ladies & Girls Love 06(2015年7月10日発売)
表紙担当：剛田ナギ
参加作家：うめ丸/櫻井ミナミ、ウルツ、タカハギケモノ、江戸屋ぽち、Aoko、狛句、すどおかおる、みなもと小定
備考：連載「カレンデュラ女子生徒会！（すどおかおる）」スタート。
L Ladies & Girls Love 07(2015年9月10日発売)
表紙担当：さき千鈴
参加作家：嵩乃朔、のぶきちひろ、江戸屋ぽち、うめ丸/櫻井ミナミ、狛句、すどおかおる、タカハギケモノ、みなもと小定
L Ladies & Girls Love 08(2015年11月10日発売)
表紙担当：御影石材
参加作家：嵩乃朔、牛乳リンダ、Aoko、うめ丸/櫻井ミナミ、タカハギケモノ、みなもと小定、すどおかおる、狛句
備考：連載「想ひ人-おもいびと-（嵩乃朔）」「美波先生の正しい性教育授業（牛乳リンダ）」スタート。
L Ladies & Girls Love 09(2016年1月9日発売)
表紙担当：江戸屋ぽち
参加作家：うめ丸/櫻井ミナミ、嵩乃朔、牛乳リンダ、Aoko、白玉もち、タカハギケモノ、すどおかおる、狛句
L Ladies & Girls Love 10(2016年3月12日発売)
表紙担当：すどおかおる
参加作家：黒白音子、あさみつ史、嵩乃朔、タカハギケモノ、牛乳リンダ、みなもと小定、のぶきちひろ、狛句
L Ladies & Girls Love 11(2016年5月10日発売)
表紙担当：狛句
参加作家：狛句、Aoko、あさみつ史、黒白音子、タカハギケモノ、みなもと小定、牛乳リンダ、すどおかおる

## Lガールズ
2016年7月9日、3度目のリニューアル。誌名を『L Ladies & Girls Love』から『L（ラブ）ガールズ』に変更。『Lガールズ 05』にて休刊。
Lガールズ 01(2016年7月9日発売)
表紙担当：荻野純
参加作家：荻野純、狛句、すどおかおる、牛乳リンダ、黒白音子、タカハギケモノ、みなもと小定、あさみつ史
備考：連載「あんまりその気にさせないで（狛句）」スタート。
Lガールズ 02(2016年9月24日発売)
表紙担当：うめ丸
参加作家：荻野純、チビのん☆、狛句、あさみつ史、夢ノ紫也、牛乳リンダ、黒白音子、タカハギケモノ
Lガールズ 03(2016年11月10日発売)
表紙担当：タカハギケモノ
参加作家：荻野純、タカハギケモノ、猫屋敷ねこまる、黒白音子、チビのん☆、狛句、あさみつ史、牛乳リンダ、みなもと小定
Lガールズ 04(2017年1月7日発売)
表紙担当：黒白音子
参加作家：荻野純、チビのん☆、タカハギケモノ、猫屋敷ねこまる、あさみつ史、牛乳リンダ、みなもと小定
Lガールズ 05(2017年3月10日発売)
表紙担当：松葉
参加作家：亜美寿真、荻野純、チビのん☆、タカハギケモノ、猫屋敷ねこまる、黒白音子、あさみつ史、牛乳リンダ